# Teveronika
Teveronika (Veronica chamaedrys) är en art i familjen grobladsväxter och släktet veronikor.

## Beskrivning

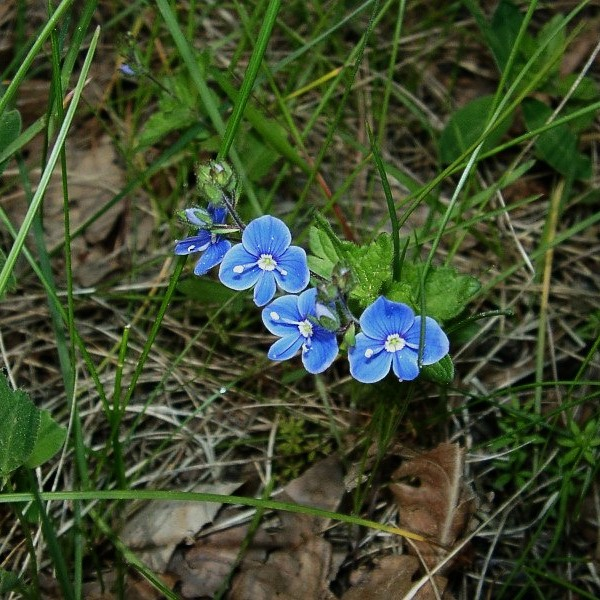

Teveronika växer till stor del nedliggande och bildar mattor av blomlösa skott. Den blommar en kort tid av några veckor under maj – juni, och är alltså i detta avseende strängt periodisk. Blommorna är lilablå och sitter i glesa klasar från de övre bladvecken. Den kan leva i flera år och är cirka en decimeter hög.
Det första dokumenterade fyndet av teveronika är från 1600-talet.

## Habitat
Teveronika är vanlig i större delen av Europa (dock ej i Spanien söder om Pyrenéerna) samt i nordvästra Asien.
I södra Norge upp till 1 100 m ö h.
I Sverige allmän utom längst i norr.

### Utbredningskartor
- Norden
- Norra halvklotet 
  - Ej ursprunglig i Nordamerika

## Biotop
Torrängar och i kanten av skogspartier.

## Bygdemål
| Namn             | Trakt   | Referens | Kommentar |
| ---------------- | ------- | -------- | --- |
|                  |         |          | |
| Mormors glasögon |         |          | Samma benämning finns även för förgätmigej. |
| Teärenpris       |         |          | Förvrängning av tyska Ehrenpreis, prisvärt som botemedel mot ögonbesvär.                                                                                   |
| Tjusöger         | Närke   | [ 1 ]    | Möjligen syftar namnet på botemedel för ögonbesvär. |
|                  |         |          | |
| Ögontröst        | Uppland |          | Har dock ingenting med ögontröstsläktet, Euphrasia, att göra. Enligt folkmedicin är beredningar av teveronika bra för behandling av diverse ögonsjukdomar. |

## Etymologi
- Veronica kommer av latinets vere unica = "sannerligen makalös" med osäker syftning på medicinska egenskaper. Vissa författare menar att släktnamnet Veronica är till heder (eponym) för den heliga Veronica, som torkade Jesu ansikte, när denne bar korset till Golgata.
- Chamaedrys kommer av grekiska chamai = låg och drys = ek, med syftning på bladen, som kan ha viss likhet med ekens blad. Dessutom är chamaidrys det grekiska namnet på växten gamander, Teucrium chamaedrys, som spelar in på det tyska namnet på teärenpris, nämligen Gamander-Ehrenpreis, som även på tyska har det alternativa namnet Augentrost = ögontröst. Likheten återkommer i det engelska namnet Germander Speedwell och franska Fausse germandriée, som också avser teärenpris. Alla orden gamander, germander, germandriée kan ses som förvrängningar av chamaidrys eller det latiniserade chamædrys.
- Te-ärenpris heter så därför att bladen ger ett bättre te (mindre bittert) än bladen av ärenpris (ibland ärepris) (Veronika officinalis). (Egentligen är drycken inte något te utan ett örtte, eftersom det inte har något med tebusken (Camellia sinensis) att göra. På sina håll har namnet europeiskt te använts om teärenpris).
Ärenpris är en förvanskning av tyska Ehrenpreis = lovorda, "till ära och pris" med anledning av växtens medicinska egenskaper. (Officinalis innebär att det är en medicinalväxt d v s enligt svenska farmakopén. Numera ej längre apoteksvara.)
- Mormors glasögon och ögontröst, därför att beredningar av växten använts mot diverse ögonsjukdomar.

## Bilder

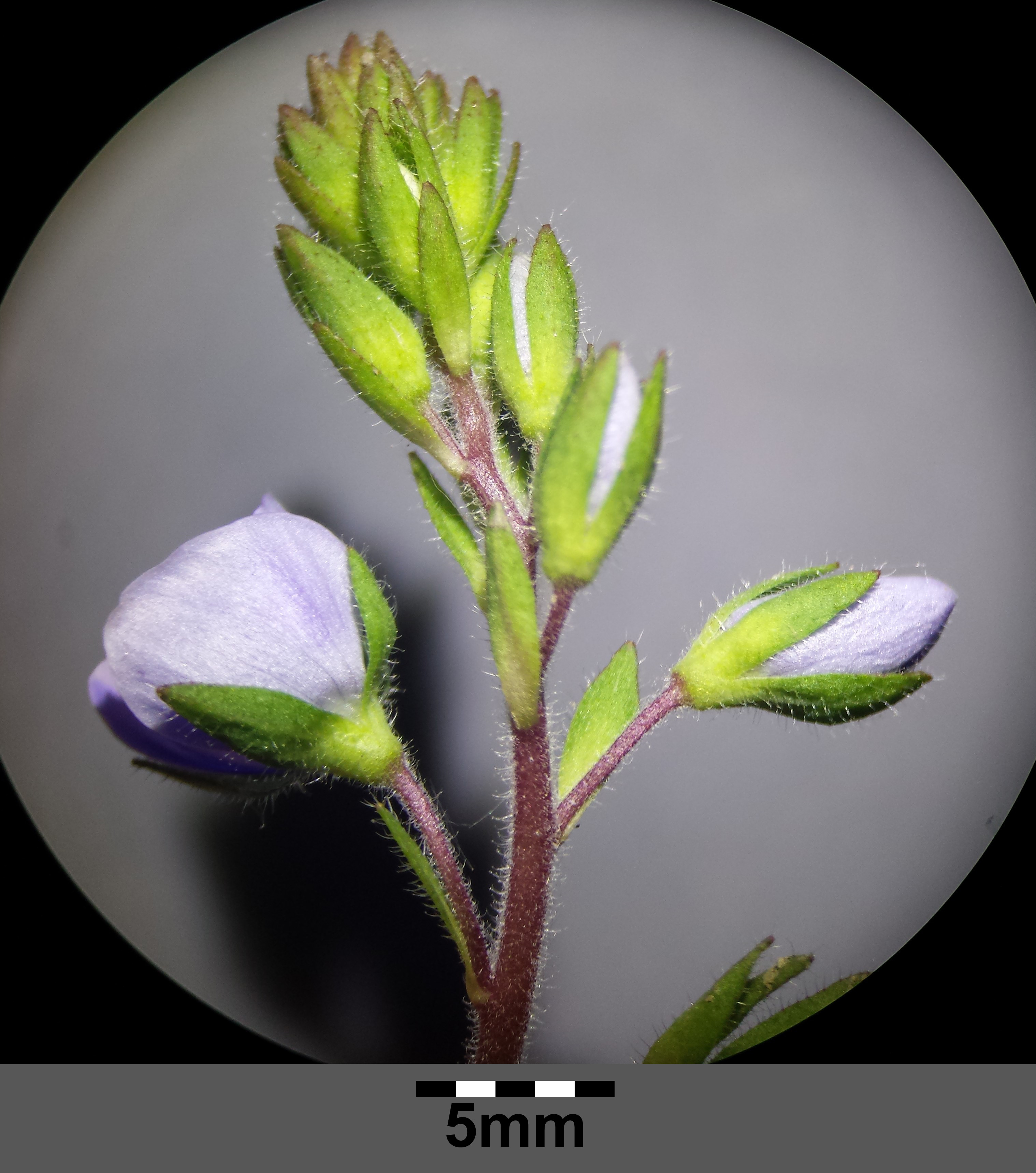
Knoppar Veronica chamaedrys subsp. chamaedrys
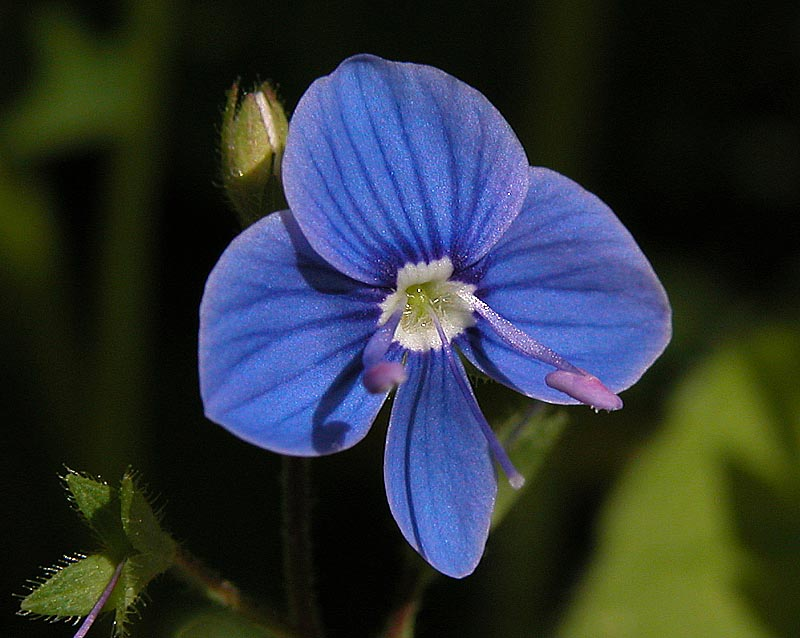
Blomma
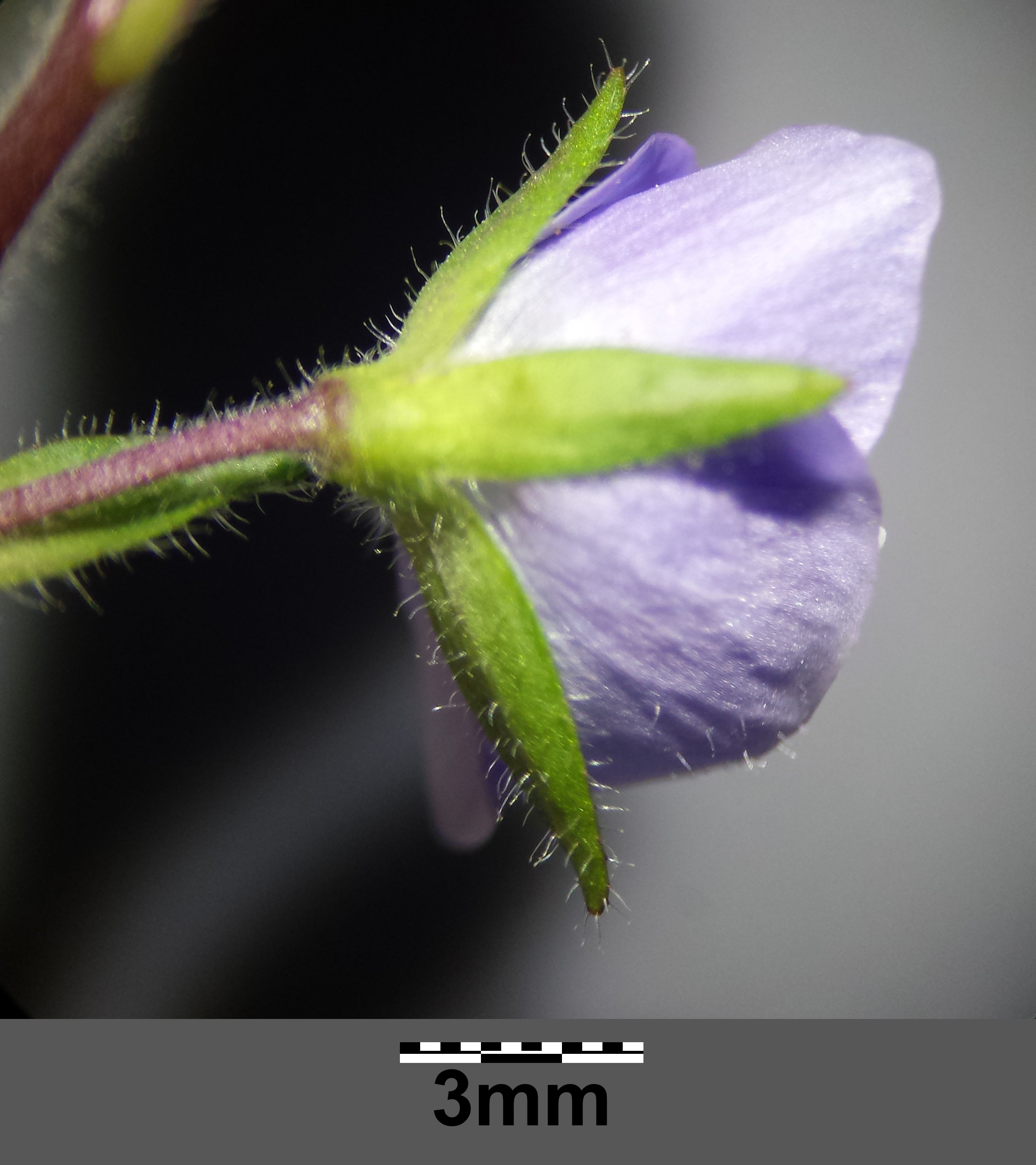
Håriga sepaler
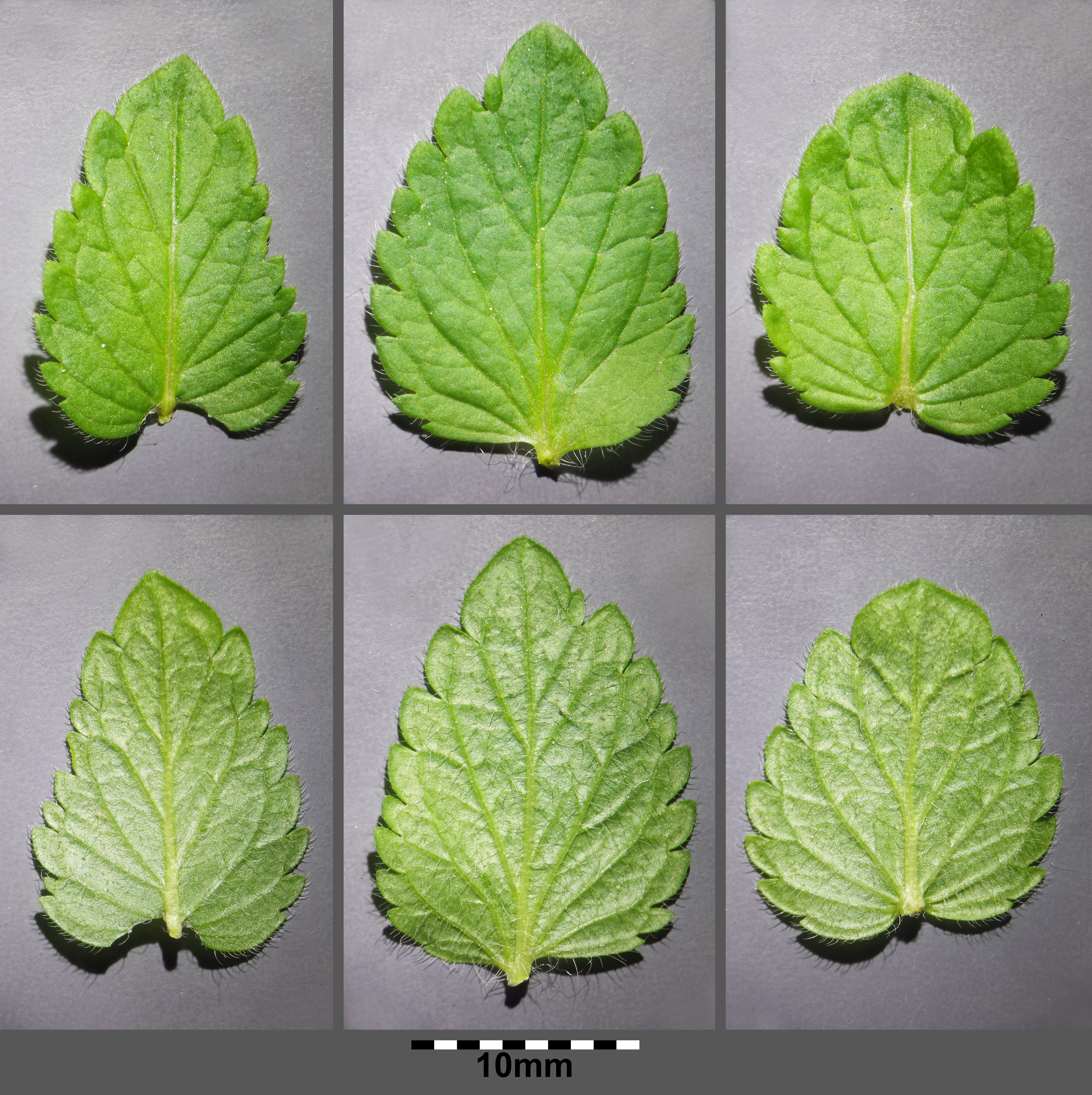
Teveronikablad Ekbladliknande?
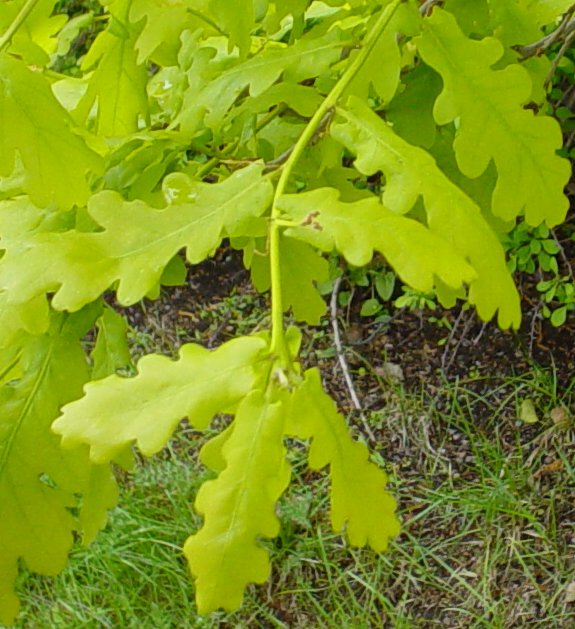
Ekblad